# Gonospira bourguignati
Espèce
Synonymes
- Pupa bourguignati Deshayes, 1863[2]

Statut de conservation UICN

 NT  : Quasi menacé
Gonospira bourguignati est une espèce de mollusques gastéropodes terrestres de la famille des Streptaxidae. Cette espèce est endémique de La Réunion.